# Nicole Muñoz

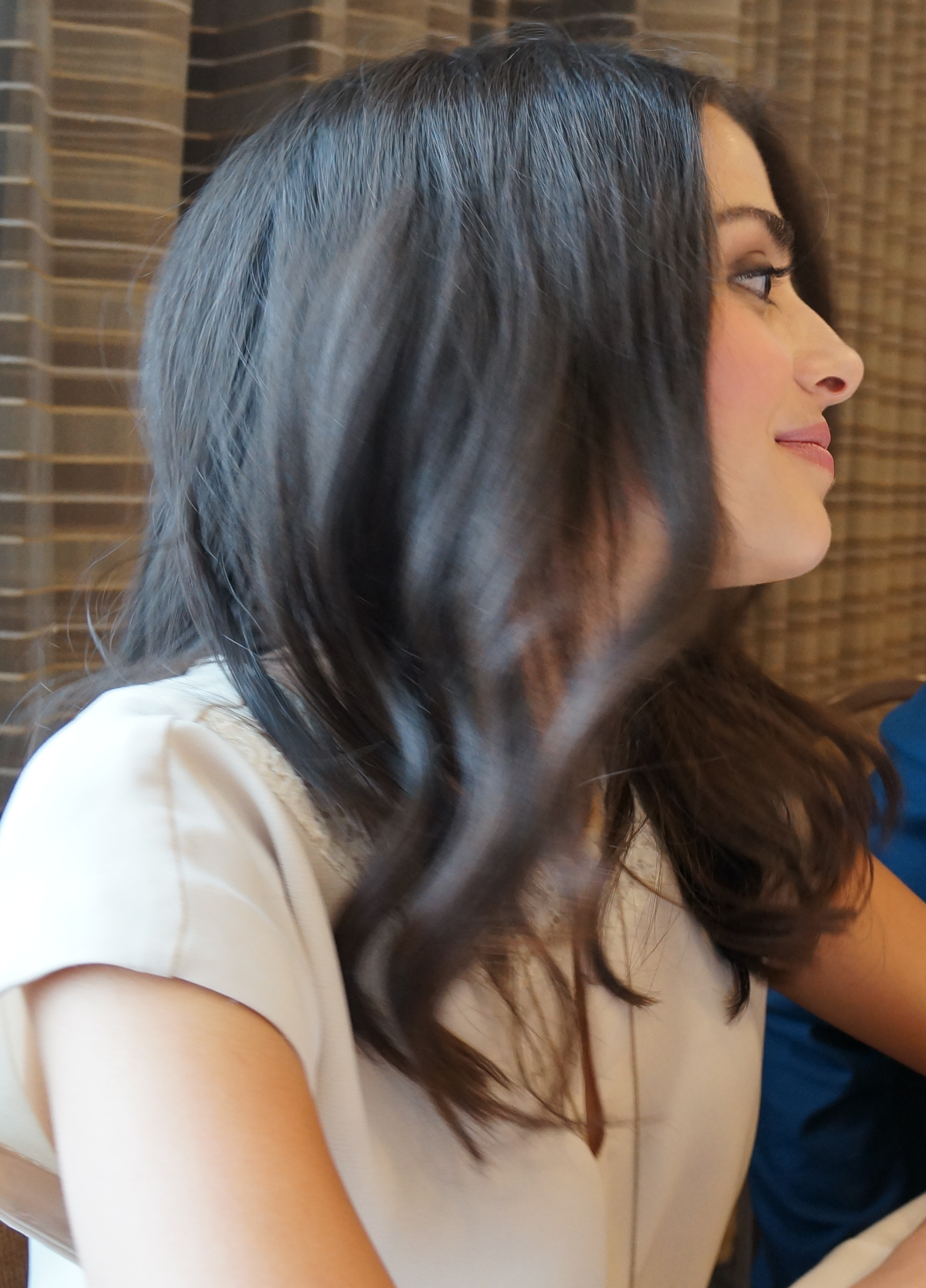
Nicole Muñoz (2013)

Nicole Muñoz (* 24. Juni 1994 in Vancouver, Kanada) ist eine kanadische Schauspielerin.

## Biografie
Geboren und aufgewachsen in Vancouver, förderten ihre Eltern ihr künstlerisches Talent, und Nicole Muñoz erhielt auch Unterricht in Tanz und Ballett. Während drei Jahren vertrat sie Kanada an der Los Angeles International Convention und wurde an der New York City Dance Alliance ausgezeichnet.
Ihren ersten Auftritt im Fernsehen hatte Nicole Muñoz in der kanadischen Fernsehserie Jeremiah – Krieger des Donners (2004) und im gleichen Jahr einen weiteren Gastauftritt in Da Vinci’s Inquest, gefolgt von Tru Calling – Schicksal reloaded!. Muñoz wirkte bislang in rund 40 Fernsehfilmen und Fernsehserien mit, darunter Supernatural, Stargate Atlantis, Sanctuary – Wächter der Kreaturen, und leiht ihre Stimme auch Voice-over-Produktionen und Fernsehwerbung. 2010 spielte sie eine Nebenrolle im Familienfilm Marmaduke. Ab 2013 gehörte Muñoz während 3 Staffeln zur Stammbesetzung der amerikanischen Fernsehserie Defiance und wurde mit der Rolle der Christie McCawley-Tarr auch einem deutschsprachigen Publikum bekannt.

## Filmografie
- 2004: Jeremiah – Krieger des Donners (1 Episode)
- 2004: Da Vinci’s Inquest (1 Episode)
- 2005: Godiva's (1 Episode)
- 2005: Tru Calling – Schicksal reloaded! (1 Episode)
- 2005: Fantastic Four
- 2005: The Dead Zone (1 Episode)
- 2005: Fetching Cody
- 2005: Stargate Atlantis (1 Episode)
- 2006: A Girl Like Me: The Gwen Araujo Story (Fernsehfilm)
- 2006: The Tooth Fairy (2006) (Voice-over)
- 2006: Supernatural (1 Episode)
- 2006: Imaginary Playmate (Fernsehfilm)
- 2007: Nobody (Fernsehfilm)
- 2007: Pathfinder: The Legend of the Ghost Warrior
- 2007: The Last Mimzy
- 2007: A Family Lost (Fernsehfilm)
- 2007: Zero Hour
- 2007: Dear Grandmother (Voice-over)
- 2007: Bratz Kidz: Sleep-Over Adventure (Voice-over)
- 2007: Perfect Child (Fernsehfilm)
- 2007: Masters of Science Fiction (1 Episode)
- 2008: Another Cinderella Story (Voice-over)
- 2008: Run Rabbit Run
- 2008: Center Stage: Turn It Up
- 2009: The Guard (1 Episode)
- 2009: Defying Gravity – Liebe im Weltall (4 Episoden)
- 2009: Hardwired
- 2009: Sanctuary – Wächter der Kreaturen (1 Episode)
- 2010: Tooth Fairy
- 2010: Marmaduke
- 2012: The Music Teacher (Fernsehfilm)
- 2013: Rita (Fernsehfilm)
- 2013: Chupacabra vs. the Alamo (Fernsehfilm)
- 2013: Hemlock Grove (1 Episode)
- 2013: Baby Sellers (Fernsehfilm)
- 2013: Scarecrow (Fernsehfilm)
- 2014–2015: Once Upon a Time – Es war einmal … (Once Upon a Time, 2 Episoden)
- 2015: The Wrong Girl (Fernsehfilm)
- 2013–2015: Defiance (23 Episoden)
- 2015: Stolen Daughter (Fernsehfilm)
- 2015: Sorority Murder (Fernsehfilm)
- 2015: Mark & Russell’s Wild Ride
- 2016: Center Stage: On Pointe (Fernsehfilm)
- 2016: My Husband Is Missing (Abducted Love, Fernsehfilm)
- 2017: Pyewacket: Tödlicher Fluch (Pyewacket)
- 2017: Christmas Princess (Fernsehfilm)
- 2017: Gregoire
- 2019: A Score to Settle
- 2020: Supernatural (1 Episode)
- 2019–2021: Van Helsing (Staffel 4+5)
- 2020: The 100 (1 Episode)
- 2020: Supernatural (1 Episoden)
- 2022–2023: A Million Little Things (5 Episoden)
- 2024: Tracker (1 Episode)